# Sofía Vémbo
Sofía Vémbo (Σοφία Βέμπο) née le 10 février 1910 à Gallipoli et morte le 11 mars 1978 à Athènes est une actrice et chanteuse grecque.

## Biographie
Après la « Grande Catastrophe », sa famille migre en Grèce, à Volos.
Elle commence sa carrière de chanteuse en 1930 à Thessalonique. Après la Seconde Guerre mondiale, elle dirige son propre théâtre à Athènes.
Elle est une des figures de la résistance culturelle pendant l'occupation nazie. En récompense, l'armée grecque lui accorde le grade de major.
Elle joue dans La Réfugiée de Togo Misrahi en 1938, Stella, femme libre de Cacoyannis en 1955, 288, rue Stournara de Dínos Dimópoulos en 1959.